# Hendrik III van Nassau-Beilstein
Hendrik III van Nassau-Beilstein († 12 september 1477) was graaf van Nassau-Beilstein, een deel van het graafschap Nassau. Hij stamt uit de Ottoonse Linie van het Huis Nassau. Hij gebruikte de aanzienlijke inkomsten uit zijn prebenden om verschillende pandschappen voor het Huis Nassau-Beilstein te verwerven.

## Biografie
Hendrik was de derde zoon van graaf Hendrik II van Nassau-Beilstein en Catharina van Randerode, dochter van heer Arnold II van Randerode en Erprath en Maria van Sayn. Net als zijn oudere broer Willem was Hendrik voorbestemd voor een geestelijke loopbaan. Hendrik was proost van de Dom van Münster 1421-1429 en aartsdiaken te Luik 1422-1432.
Na het overlijden van zijn vader regeerde Hendriks oudste broer, Johan, het graafschap Nassau-Beilstein gemeenschappelijk met zijn oom Reinhard. Bij diens kinderloos overlijden was Johan de enige erfgenaam.
In 1425 kwam het tot een verdeling van het graafschap Nassau-Beilstein. Johan behield de burcht Beilstein en twee derde van het graafschap, Hendrik verkreeg de burcht Liebenscheid en een derde van het graafschap. De derde broer, Willem, zag van zijn aandeel af. Hendrik verbleef echter zelden in zijn stamland. De regering liet hij over aan zijn broer Johan en rentmeesters. Wel stichtte hij in 1452 de eerste kerk in Liebenscheid.
In 1426 stelde Hendrik zich kandidaat voor het ambt van bisschop van Münster. Bij de bisschopsverkiezing verloor hij nipt van Hendrik II van Meurs. Vier jaar later werd hij, na het overlijden van zijn broer Willem, proost van de Dom van Mainz.
Hendrik stond in nauw contact met Diederik II van Meurs, de aartsbisschop en keurvorst van Keulen. Deze verpandde aan Hendrik de ambten Altenwied, Linz, Lahr en Waldenburg en ook aandelen in de rijntollen. Hendriks betrekkingen met Diederik brachten hem ook verdere belangrijke ambten, zo werd hij kanunnik van de Dom van Keulen 1430-1433, proost van Sint-Cassiuskerk te Bonn 1432-1477 en aartsdiaken van de Dom van Keulen 1436.
De leden van het Huis Nassau-Beilstein namen aan de zijde van Keur-Keulen deel aan de Soestse Vete. In een treffen bij Soest sneuvelde Hendriks neef Filips. In deze vete had Hendrik het commando over de Dortmundse troepen van de aartsbisschop. Bij een treffen bij Dortmund op 13 september 1448 raakte Hendrik in gevangenschap van hertog Johan I van Kleef.
Tussen 1460 en 1464 was Hendrik pandheer van de heerlijkheid Reichenstein.
Hendrik overleed in 1477 en werd in de Sint-Barbarakapel van de Sint-Cassiuskerk te Bonn begraven. In zijn testament van 1471 had hij zijn neef Hendrik tot zijn erfgenaam benoemd. Deze kon daardoor het gehele graafschap Nassau-Beilstein in zijn hand verenigen.